# Монте Вибијано Векио
Монте Вибијано Векио је насеље у Италији у округу Перуђа, региону Умбрија.
Према процени из 2011. у насељу је живело 16 становника. Насеље се налази на надморској висини од 389 м.